# Peter Behrens
Peter Behrens (Hamburg, 14. travnja 1868. – Berlin, 27. veljače 1940.), njemački arhitekt.
Bio je profesor arhitekture u Düsseldorfu, Beču i Berlinu. Zastupao je načelo da arhitektonski oblik pojedinog objekta mora proizlaziti iz njegove namjene, a po tome je jedan od začetnika funkcionalizma u arhitekturi. Izgradio je mnoge tvorničke građevine, a u Zagrebu je 1928. godine izvršio pregradnju višekatnice – Kuća Feller-Stern, koja je dijelom na Trgu bana J. Jelačića 11, a dijelom u Jurišićevoj ulici 1a.